# Pierre Encrevé
Pour les articles homonymes, voir Encrevé.
Pierre Encrevé, né le 10 septembre 1939 à  Foussais (Vendée) et mort à Paris 14e le 13 février 2019, est un linguiste, directeur d'études à l'École des hautes études en sciences sociales (EHESS), ancien conseiller ministériel et historien d'art spécialiste de l’œuvre de Pierre Soulages.

## Biographie

### Formation
Pierre Encrevé est le fils du pasteur Auguste Encrevé (1897-1986). En 1941, alors pasteur à Pamproux, non loin de la ligne de démarcation, ce dernier aide les réfugiés à passer en zone libre. Son frère cadet, André Encrevé, devient historien du protestantisme,,.
Il commence des études de théologie à Faculté de théologie protestante de Paris. Il y est élu représentant des étudiants au conseil d’administration. En 1964 il obtient une licence de théologie protestante. Il milite contre la guerre d'Algérie, s'engage à La Cimade pour accompagner les migrants, réfugiés et personnes en situation irrégulière.
En parallèle, il est étudiant à la faculté des lettres de la Sorbonne à partir de 1958, licencié en 1964. Il se spécialise dans la phonologie structurale et a pour professeur le linguiste André Martinet. En mai 1967, il devient le premier docteur en sociolinguistique en France. Sa thèse est une enquête sur la langue de son village natal, Foussais, intitulée Problèmes de bilinguisme dialectal,.

### Linguiste
En 1968, il est chargé de cours en Sorbonne puis devient maître de conférences. Il participe alors à Mai 68. En décembre 1968, il devient maître-assistant au Centre universitaire de Vincennes.
Ses travaux scientifiques constituent la linguistique variationniste. Il participe à la construction d'une linguistique qui se fonde sur une sociologie des pratiques langagières et une épistémologie sociale des opérations de la recherche. La visée d'ensemble de ce programme restitue aux agents les principes de leurs interactions dès lors que l'hétérogénéité des données linguistiques se trouve inscrite dans leurs représentations sous la forme de potentialités de variation.[pas clair]
Pierre Encrevé contribue aux échanges scientifiques entre écoles linguistiques. Élève d'André Martinet, il est le traducteur et l'introducteur en France du travail phonologique de Noam Chomsky et Morris Halle. Il l'a prolongé en formant une part importante des phonologues en France dans son enseignement à l'université Paris-VIII. En 1988, il en donne sa version originale par sa thèse d'État sur la liaison avec et sans enchaînement, Variation et structure qui reste aujourd'hui une référence. Il devient alors professeur en linguistique générale à l'université Paris-VIII.
Accueillant et faisant traduire en France les premiers livres de William Labov, il en reformule les conclusions en les confrontant aux propositions d'Erving Goffman et plus encore de Pierre Bourdieu, dont il sait montrer en quoi les notions centrales étaient compatibles avec une recherche contemporaine sur les langues et leurs usages. Le dialogue engagé dès la fin des années 1960 et poursuivi sans interruption durant plus de trois décennies a conduit à une multitude de travaux en pragmatique, en linguistique cognitive, en histoire de la linguistique, en analyse conversationnelle et bien sûr en phonologie.
Entre 1988 et 1991, il s'engage en politique, puis revient cette année là à Paris-VIII. En 1993, il entre à l'École des hautes études en sciences sociales (EHESS), à une chaire « linguistique variationniste » (1993-2007). Il est ensuite directeur d'études en linguistique et sémantique, directeur du Centre de linguistique théorique (CELITH).

### Historien de l'art
Le travail intellectuel de Pierre Encrevé se poursuit par une réflexion sur les arts, peinture, cinéma, musique et littérature. En octobre 1992, il est l'auteur avec Emmanuel Hoog d'un rapport commandé par Jack Lang sur la création d'un Institut national d'histoire de l'art. Il est un temps président de la Bibliothèque du film puis administrateur de Orchestre de Paris.
Pierre Encrevé est également un spécialiste, ami et admirateur passionné de l'œuvre des peintres Alfred Manessier et Pierre Soulages, dont il établit le catalogue raisonné. « Pierre Encrevé, raconte Soulages, avait vu une affiche de moi quand il était étudiant, dans les années 1960, il a acheté la carte postale, et s'est mis à chercher partout pour voir ce que je faisais, les expos, les galeries, jusqu'au jour où Claude Simon nous a présentés, dans un escalier... En 1979, à l'occasion de l'exposition à Beaubourg, on s'est revus, on a sympathisé. ». Il participe à la création du musée Soulages de Rodez, inauguré en mai 2014. En 2009, il est commissaire d'une grande rétrospective au Centre Pompidou. À la fin de sa vie, il prépare pour les cent ans de Soulages une rétrospective au musée du Louvre, du 11 décembre 2019 au 20 mars 2020,,. 

### Politique
De 1988 à 1991, Pierre Encrevé est conseiller du Premier ministre Michel Rocard pour les affaires culturelles, la langue française et la Francophonie. Il présente, notamment, les principes d'une réforme de l'orthographe. Il veille à la mise en œuvre de la signature par la France de la Charte européenne des langues régionales ou minoritaires. Il assure la mise en place des instruments de la simplification du langage administratif. Il fait rencontrer Pierre Bourdieu au Président François Mitterrand.
Il revient avec la gauche en 1997 comme membre du cabinet de Catherine Trautmann, ministre de la Culture et de la Communication. Il aide alors à la fondation de Institut national d'histoire de l'art en juillet 2001.
Tout au long de sa vie, il s'engage dans de nombreuses tribunes pour l'accueil des migrants, la défense de l'enseignement en France et notamment de l'histoire de l'art et des langues minoritaires.

## Publications
- Problèmes de bilinguisme dialectal. La situation linguistique à Foussais (Vendée), 1967, thèse de IIIe cycle, Paris, Faculté des Lettres (non publiée)
- avec Rose-Marie Lagrave, Travailler avec Bourdieu, Champs Flammarion, 2004
- avec Michel Braudeau, Conversations sur la langue française, Gallimard, 2006[14]
- avec Jean-Claude Chevalier, Combats pour la linguistique, de Martinet à Kristeva : essai de dramaturgie épistémologique, ENS Édition, 2006  (ISBN 2-84788-089-5)
- Soulages. L'Œuvre complet, peintures, T1 : 1946-1958, T2 : 1959-1978, T3 : 1979-1997, Paris, Éditions du Seuil, 1994,1996,1998 ; T4 : 1997-2013, Paris, Gallimard, 2015, (catalogue raisonné des 1554 peintures sur toile).
- Soulages. Les Peintures. 1946-2006, Paris, Le Seuil, 2007 (réédition du précédent ouvrage, augmentée d'un chapitre concernant la période 1998-2006, mais avec beaucoup moins de reproductions)
- La Liaison avec et sans enchaînement, Phonologie tridimensionnelle et usage du français, Paris, Le Seuil, 1988
- court-métrage : La langue de Doillon, film vidéo (18 min, Jacques Doillon, réal.), Le Jeune Werther, DVD, Paris, MK2, 2004

### Collectives
- Jean-Louis Andral, Pierre Encrevé et al. (préf. Suzanne Pagé), Soulages : noir lumière, Paris, Paris-Musées, avril 1996, 245 p. (ISBN 2-87900-281-8)